# Euploea kochi
Euploea kochi är en fjärilsart som beskrevs av Noore 1883. Euploea kochi ingår i släktet Euploea och familjen praktfjärilar. Inga underarter finns listade i Catalogue of Life.